# Milan-Turin
Milan-Turin (Milano-Torino en italien) est une course cycliste sur route italienne, créée en 1876. C'est la plus ancienne course encore organisée. Entre 2005 et 2019, elle fait partie de l'UCI Europe Tour en catégorie 1.HC. En 2020, elle intègre l'UCI ProSeries, le deuxième niveau du cyclisme international.
À partir de 1987, la course est déplacée du printemps à l'automne. De manière non officielle, on considère qu'elle forme alors, avec le Tour de Lombardie et le Tour du Piémont, le "Trittico di Autunno" (le triptyque de l'automne).
Entre 2008 et 2011, la course n'est pas organisée. Elle refait son apparition pour l'édition 2012, le propriétaire de la course, le groupe RCS, ayant confié son organisation à l'Associazione Ciclistica Arona pour une durée de 3 ans.

## Position dans le calendrier
La position de la course dans le calendrier européen a changé plusieurs fois. 
Avant 1987, l'épreuve a lieu toujours sept jours avant Milan-San Remo et est considérée comme une course de préparation importante pour les classiques du printemps. 
Mais en 1987, Milan-Turin est déplacé à une date en octobre, juste avant le Tour de Lombardie, parce que les organisateurs de la course n'étaient pas satisfaits des intempéries caractéristiques du début de mars dans le nord de l'Italie. En octobre, la course devient une partie du Trittico di Autunno, avec le Tour du Piémont et le Tour de Lombardie qui sont tous organisés la même semaine. 
En 2005, Milan-Turin revient à une date traditionnelle au début de mars. 
L'édition 2008 est de nouveau déplacée à une date en octobre pour échanger sa date avec le Monte Paschi Eroica qui se déroule en mars. Cependant, la course n'a pas eu lieu en octobre 2008 et elle n'a pas été organisée les quatre années suivantes jusqu'à ce qu'un accord ait été conclu en février 2012 entre les propriétaires de course (RCS) et l'Associazione Ciclistica Arona pour organiser la course les trois prochaines années.
L'édition 2000 de la course n'a pas eu lieu à cause des pluies torrentielles qui ont entraîné des glissements de boue catastrophiques dans la région du Piémont.
En 2020 puis 2021, son positionnement en fin de saison lui permet de ne pas être perturbée par la pandémie de Covid qui sévit au printemps en Italie et dans le reste de l'Europe, et qui a conduit à l'annulation de nombreuses courses.
En 2022, la course retrouve sa place en début de saison, quelques jours avant Milan-San Remo. Elle retrouve également un final avec moins de difficulté, menant à Rivoli, à l’ouest de Turin.

## Parcours
La course commence à Novate Milanese (en mémoire de Vincenzo Torriani (it)) juste au nord-ouest de Milan et traverse la rivière Tessin à Vigevano après 40 kilomètres, quittant la province de Lombardie et entrant dans le Piémont. Les 95 premiers kilomètres de la course se déroulent en direction sud-ouest sur de larges routes plates, la montée du Vignale Monferrato (293 mètres) est gravie, puis une série de petites côtes jusqu'à la ville d'Asti après 130 kilomètres. À Asti, la course tourne vers le nord-ouest en direction de Turin, avant d'aborder la montée difficile de Superga (620 mètres) à seulement 16 kilomètres de l'arrivée. La montée Superga sert généralement de tremplin pour un groupe d'échappés avant l'arrivée. Du haut de Superga, c'est une descente pittoresque rapide à Turin en bas de la Strada Panoramica dei Colli à travers le Parco Naturale della Collina di Superga pour finir dans le vélodrome Fausto Coppi sur Corso Casale à Turin.
En 2012, l'arrivée est déplacée au sommet de Superga (qui est franchie deux fois).
À partir de 2022, l'épreuve est déplacée en mars. Jusqu'en 2024, le final du parcours est complètement changé pour avantager les sprinteurs en préparation de Milan-San Remo quelques jours après. En 2025, l'arrivée est déplacée au sommet de Superga, devant mieux convenir à un puncheur ou à un grimpeur.

## Principaux vainqueurs

Le premier vainqueur, Paolo Magretti, en 1876.

L'épreuve a lieu pour la première fois en 1876. Huit coureurs sont au départ entre les villes de Milan et de Turin. Seulement quatre coureurs sont arrivés à Turin. Il s'agit de fait de la course cycliste la plus ancienne du monde. La deuxième édition est ensuite organisée seulement 18 ans plus tard, et annuellement depuis 1913 (avec quelques pauses durant les années 1920).
Après quelques années de difficultés organisationnelles dans les années 1920 et 30 (des champions comme Alfredo Binda, Learco Guerra et Gino Bartali n'ont jamais participé), la course a gagné un énorme prestige depuis la Seconde Guerre mondiale lorsqu'elle a vu la participation des plus grands cyclistes. On retrouve à son palmarès Fiorenzo Magni, Franco Balmamion, Gianni Motta, Franco Bitossi, Roger de Vlaeminck, Giovanni Battaglin, Francesco Moser, Giuseppe Saronni, Gianni Bugno ou Laurent Jalabert.
Milan-Turin est l'une des classiques les plus rapides, Walter Martin a remporté l'édition de 1961 à une vitesse moyenne de 45,094 kilomètres par heure. C'est resté la classique la plus rapide, jusqu'à ce qu'elle soit battue par Marino Vigna lors de l'édition de 1964 des Trois vallées varésines. Le coureur suisse Markus Zberg détient maintenant la record sur la course depuis sa victoire en 1999 à une vitesse moyenne de 45,75 kilomètres par heure.
L'Italien Costante Girardengo détient le record de victoires sur la course avec cinq succès entre 1914 et 1923. Pierino Favalli a réalisé un triplé entre 1938 et 1940. Le vainqueur du Tour de France et du Tour d'Italie Marco Pantani a presque perdu la vie lors de l'édition 1995 lorsque la police a laissé passer un véhicule sur le parcours par erreur. Pantani et deux autres coureurs sont rentrés dans le véhicule. Il a subi plusieurs fractures et a manqué toute la saison 1996. En 2012, le vainqueur Alberto Contador a remporté l'unique course d'un jour de sa carrière professionnelle.

## Palmarès

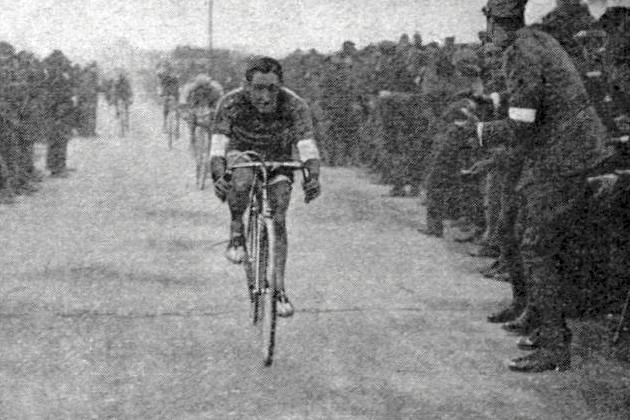
Costante Girardengo vainqueur le 23 avril 1919 : la troisième de ses cinq victoires en dix ans.

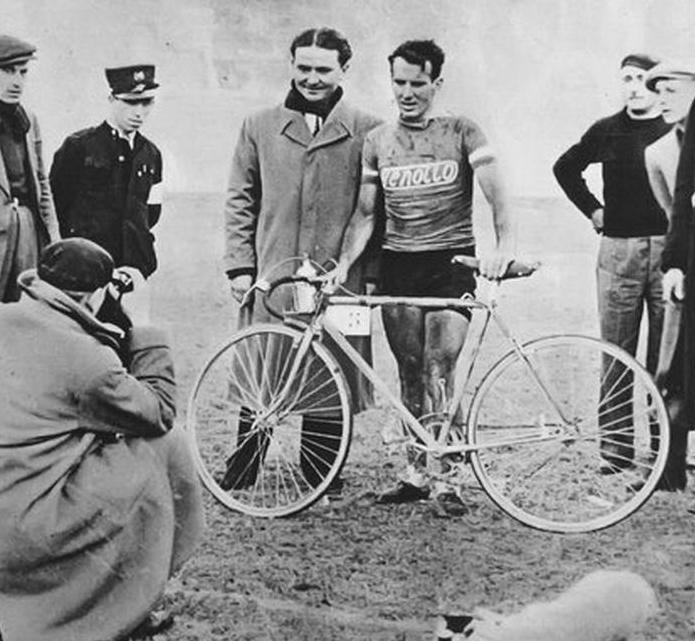
Le double champion du monde amateur Giuseppe Martano, vainqueur en 1937.

| Année                          | Vainqueur            | Deuxième               | Troisième                      |
| ------------------------------ | -------------------- | ---------------------- | ------------------------------ |
| 1876                           | Paolo Magretti       | Carlo Ricci Gariboldi  | Bartolomeo Balbiani            |
| 1877-1892 non disputé          |                      |                        |                                |
| 1893                           | Luigi Airaldi        | Giacomo Capella        | Luigi Masetti                  |
| 1894-1895 non disputé          |                      |                        |                                |
| 1896                           | Giovanni Moro        | Federico Goll          | Francesco Gilardini            |
| 1897-1902 non disputé          |                      |                        |                                |
| 1903                           | Giovanni Gerbi       | Giovanni Rossignoli    | Ferdinando Coppa               |
| 1904 non disputé               |                      |                        |                                |
| 1905                           | Giovanni Rossignoli  | Giovanni Cuniolo       | Giulio Tagliavini              |
| 1906-1910 non disputé          |                      |                        |                                |
| 1911                           | Henri Pélissier      | Carlo Durando          | Domenico Allasia               |
| 1912 non disputé               |                      |                        |                                |
| 1913                           | Giuseppe Azzini      | Carlo Durando          | Ezio Corlaita                  |
| 1914                           | Costante Girardengo  | Giuseppe Azzini        | Carlo Durando                  |
| 1915                           | Costante Girardengo  | Giovanni Roncon        | Lauro Bordin                   |
| 1916 non disputé               |                      |                        |                                |
| 1917                           | Oscar Egg            | Leopoldo Torricelli    | Luigi Lucotti                  |
| 1918                           | Gaetano Belloni      | Alfredo Sivocci        | Angelo Vay                     |
| 1919                           | Costante Girardengo  | Giuseppe Oliveri       | Giuseppe Azzini                |
| 1920                           | Costante Girardengo  | Gaetano Belloni        | Leopoldo Torricelli            |
| 1921                           | Federico Gay         | Giovanni Brunero       | Bartolomeo Aimo                |
| 1922                           | Adriano Zanaga       | Emilio Petiva          | Federico Gay                   |
| 1923                           | Costante Girardengo  | Gaetano Belloni        | Giovanni Brunero               |
| 1924                           | Federico Gay         | Michele Gordini        | Angelo Gremo                   |
| 1925                           | Adriano Zanaga       | Domenico Piemontesi    | Giuseppe Pancera               |
| 1926-1930 non disputé          |                      |                        |                                |
| 1931                           | Giuseppe Graglia     | Piero Polano           | Giuseppe Olmo                  |
| 1932                           | Giuseppe Olmo        | Giuseppe Graglia       | Giuseppe Martano               |
| 1933                           | Giuseppe Graglia     | Attilio Masarati       | Antonio Folco                  |
| 1934                           | Mario Cipriani       | Orlando Teani          | Giuseppe Graglia               |
| 1935                           | Giovanni Gotti       | Adalino Mealli         | Aldo Bini                      |
| 1936                           | Cesare Del Cancia    | Olimpio Bizzi          | Mario Cipriani                 |
| 1937                           | Giuseppe Martano     | Cesare Del Cancia      | Augusto Introzzi               |
| 1938                           | Pierino Favalli      | Giuseppe Olmo          | Fausto Montesi                 |
| 1939                           | Pierino Favalli      | Michele Benente        | Giovanni Gotti                 |
| 1940                           | Pierino Favalli      | Pietro Chiappini       | Francesco Albani               |
| 1941                           | Pietro Chiappini     | Ruggero Moro           | Pietro Rimoldi                 |
| 1942                           | Pietro Chiappini     | Osvaldo Bailo          | Salvatore Crippa               |
| 1943-1944 non disputé          |                      |                        |                                |
| 1945                           | Vito Ortelli         | Enzo Coppini           | Guerrino Tomasoni              |
| 1946                           | Vito Ortelli         | Oreste Conte           | Guido Lelli                    |
| 1947                           | Italo De Zan         | Giovanni Pinarello     | Egidio Feruglio                |
| 1948                           | Sergio Maggini       | Italo De Zan           | Luciano Pezzi                  |
| 1949                           | Luigi Casola         | Aldo Bini              | Italo De Zan                   |
| 1950                           | Adolfo Grosso        | Fausto Marini          | Livio Isotti                   |
| 1951                           | Fiorenzo Magni       | Giorgio Albani         | Alfredo Martini                |
| 1952                           | Aldo Bini            | Oreste Conte           | Adolfo Ferrari                 |
| 1953                           | Luciano Maggini      | Loretto Petrucci       | Donato Zampini                 |
| 1954                           | Agostino Coletto     | Fiorenzo Magni         | Luciano Maggini                |
| 1955                           | Cleto Maule          | Aldo Moser             | Giorgio Albani                 |
| 1956                           | Ferdi Kübler         | Germain Derijcke       | Roberto Falaschi               |
| 1957                           | Miguel Poblet        | Alfred De Bruyne       | Guido Messina                  |
| 1958                           | Agostino Coletto     | Miguel Poblet          | Armando Pellegrini             |
| 1959                           | Nello Fabbri         | Guido Carlesi          | Agostino Coletto               |
| 1960                           | Arnaldo Pambianco    | Guido Carlesi          | Gastone Nencini                |
| 1961                           | Walter Martin        | Angelo Conterno        | Alessandro Fantini             |
| 1962                           | Franco Balmamion     | Vittorio Adorni        | Dino Bruni                     |
| 1963                           | Franco Cribiori      | Carlo Chiappano        | Giovanni Bettinelli            |
| 1964                           | Valentín Uriona      | Italo Zilioli          | Franco Cribiori                |
| 1965                           | Vito Taccone         | Marino Vigna           | Romeo Venturelli               |
| 1966                           | Marino Vigna         | Michele Dancelli       | Dino Zandegù                   |
| 1967                           | Gianni Motta         | Franco Bitossi         | Vittorio Adorni                |
| 1968                           | Franco Bitossi       | Italo Zilioli          | Michele Dancelli               |
| 1969                           | Claudio Michelotto   | Martin Van Den Bossche | Franco Bitossi                 |
| 1970                           | Luciano Armani       | Guido Reybrouck        | Davide Boifava                 |
| 1971                           | Georges Pintens      | Enrico Paolini         | Marinus Wagtmans               |
| 1972                           | Roger De Vlaeminck   | Franco Bitossi         | Gianni Motta                   |
| 1973                           | Marcello Bergamo     | Franco Bitossi         | Roger De Vlaeminck             |
| 1974                           | Roger De Vlaeminck   | Marcello Bergamo       | Italo Zilioli                  |
| 1975                           | Wladimiro Panizza    | Enrico Paolini         | Roger De Vlaeminck             |
| 1976                           | Enrico Paolini       | Franco Bitossi         | Eddy Verstraeten               |
| 1977                           | Rik Van Linden       | Walter Godefroot       | Alfons De Bal                  |
| 1978                           | Pierino Gavazzi      | Vittorio Algeri        | Franco Bitossi                 |
| 1979                           | Alfio Vandi          | Claude Criquielion     | Wladimiro Panizza              |
| 1980                           | Giovanni Battaglin   | Francesco Moser        | Roberto Ceruti                 |
| 1981                           | Giuseppe Martinelli  | Giovanni Renosto       | Nazzareno Berto                |
| 1982                           | Giuseppe Saronni     | Noël Dejonckheere      | Rik Van Linden                 |
| 1983                           | Francesco Moser      | Silvestro Milani       | Peter Kehl                     |
| 1984                           | Paolo Rosola         | Guido Bontempi         | Roger De Vlaeminck             |
| 1985                           | Daniele Caroli       | Stefan Mutter          | Dante Morandi                  |
| 1986 non disputé               |                      |                        |                                |
| 1987                           | Phil Anderson        | Flavio Giupponi        | Tony Rominger                  |
| 1988                           | Rolf Gölz            | Phil Anderson          | Luc Roosen                     |
| 1989                           | Rolf Gölz            | Dag Erik Pedersen      | Tony Rominger                  |
| 1990                           | Mauro Gianetti       | Jean-Claude Leclercq   | Gilles Delion                  |
| 1991                           | Davide Cassani       | Tony Rominger          | Sammie Moreels                 |
| 1992                           | Gianni Bugno         | Rolf Aldag             | Tony Rominger                  |
| 1993                           | Rolf Sørensen        | Paolo Fornaciari       | Francesco Frattini             |
| 1994                           | Francesco Casagrande | Mauro Gianetti         | Zenon Jaskuła                  |
| 1995                           | Stefano Zanini       | Rolf Sørensen          | Francesco Casagrande           |
| 1996                           | Daniele Nardello     | Stefano Zanini         | Laurent Jalabert               |
| 1997                           | Laurent Jalabert     | Alex Zülle             | Paolo Lanfranchi               |
| 1998                           | Niki Aebersold       | Oscar Camenzind        | Marco Serpellini               |
| 1999                           | Markus Zberg         | Paolo Bettini          | Jan Ullrich                    |
| 2000 non disputé (inondations) |                      |                        |                                |
| 2001                           | Mirko Celestino      | Niki Aebersold         | Eddy Mazzoleni                 |
| 2002                           | Michele Bartoli      | Oscar Camenzind        | Gabriele Missaglia             |
| 2003                           | Mirko Celestino      | Davide Rebellin        | Miguel Ángel Martín Perdiguero |
| 2004                           | Marcos Serrano       | Eddy Mazzoleni         | Francesco Casagrande           |
| 2005                           | Fabio Sacchi         | Mirko Celestino        | Paolo Tiralongo                |
| 2006                           | Igor Astarloa        | Mirko Celestino        | Paolo Tiralongo                |
| 2007                           | Danilo Di Luca       | Mauricio Soler         | Kim Kirchen                    |
| 2008-2011 non disputé          |                      |                        |                                |
| 2012                           | Alberto Contador     | Diego Ulissi           | Fredrik Kessiakoff             |
| 2013                           | Diego Ulissi         | Rafał Majka            | Daniel Moreno                  |
| 2014                           | Giampaolo Caruso     | Rinaldo Nocentini      | Daniel Moreno                  |
| 2015                           | Diego Rosa           | Rafał Majka            | Fabio Aru                      |
| 2016                           | Miguel Ángel López   | Michael Woods          | Rigoberto Urán                 |
| 2017                           | Rigoberto Urán       | Adam Yates             | Fabio Aru                      |
| 2018                           | Thibaut Pinot        | Miguel Ángel López     | Alejandro Valverde             |
| 2019                           | Michael Woods        | Alejandro Valverde     | Adam Yates                     |
| 2020                           | Arnaud Démare        | Caleb Ewan             | Wout van Aert                  |
| 2021                           | Primož Roglič        | Adam Yates             | João Almeida                   |
| 2022                           | Mark Cavendish       | Nacer Bouhanni         | Alexander Kristoff             |
| 2023                           | Arvid de Kleijn      | Fernando Gaviria       | Casper van Uden                |
| 2024                           | Alberto Bettiol      | Jan Christen           | Marc Hirschi                   |
| 2025                           | Isaac Del Toro       | Ben Tulett             | Tobias Johannessen             |